# Louie (televisieserie)
Louie is een Amerikaanse televisieserie van komiek Louis C.K. De serie is een productie van 3 Arts Entertainment en wordt in de Verenigde Staten uitgezonden op de zender FX. Het eerste seizoen werd uitgezonden in 2010. De serie bevat autobiografische elementen. Het hoofdpersonage van de atypische sitcom is net als Louis C.K. een alleenstaande vader en stand-upcomedian.
Louie werd in 2011 genomineerd voor twee Emmy Awards en wordt vooral geprezen om zijn structuur. Elke aflevering is een nieuw verhaal, hoewel er soms elementen uit vorige afleveringen terugkeren. De reeks houdt niet altijd rekening met continuïteit over de verschillende afleveringen heen. Zo speelt actrice Amy Landecker in de ene aflevering de moeder van Louie, in een andere aflevering is ze de date van het hoofdpersonage. In elke aflevering is ook te zien hoe Louie optreedt voor een livepubliek. In 2012 won de reeks haar eerste Emmy Award.
Ook op het gebied van stijl onderscheidt de serie zich van andere komische reeksen. Louie wordt een niet-traditionele sitcom genoemd omdat de reeks niet vol catchphrases en slapstickscènes zit. De 20 minuten durende afleveringen bestaan voornamelijk uit absurde of surreële situaties.
In Nederland wordt het programma uitgezonden door Comedy Central.

## Verhaal
Louie is gescheiden en heeft twee jonge dochters. Hij woont in een appartement in New York en is werkzaam als stand-upcomedian. Hij treedt regelmatig op in de Comedy Cellar, waar zijn grappen aantonen hoe hij over het leven denkt. Hij zoekt het evenwicht tussen zijn eigenheid bewaren en algemeen aanvaard worden. In de liefde heeft Louie niet veel geluk, maar toch zet hij al zijn zinnen op de eigenzinnige Pamela.

## Begintitels
Tijdens de begintitels is te zien hoe Louie in Manhattan uit een ondergronds metrostation wandelt en dan door de straten van de stad kuiert. Hij stopt onderweg even om een pizza te eten en wandelt dan verder richting de Comedy Cellar. De begintitels worden ondersteund door het refrein van het nummer Brother Louie van de discoband Hot Chocolate. Voor de serie werd de tekst van het refrein lichtjes aangepast en gezongen door Ian Lloyd, zanger van de groep Stories, die in 1973 een nummer 1-hit scoorde met een cover van Brother Louie.

## Rolverdeling
- Louis C.K. - Louie
- Pamela Adlon - Pamela
- Nick DiPaolo - Nick
- Todd Barry - Todd
- David Patrick Kelly - Therapeut
- Hadley Delany - Lilly

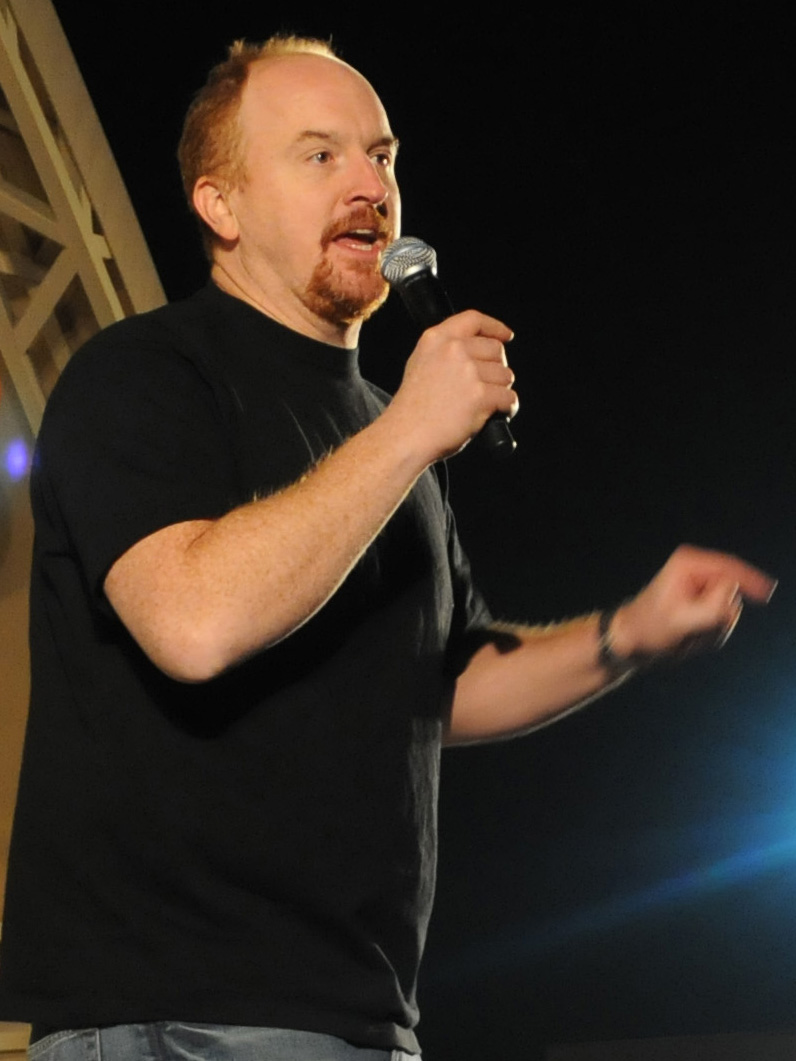
Louie doet stand-up voor het Amerikaans leger in de aflevering Duckling.

- Ursula Parker / Ashley Gerasimovich - Jane
- Robert Kelly - Robbie

### Gastrollen
Verscheidene collega's van Louis C.K. spelen een gastrol in de serie. De komieken vertolken vaak een fictieve versie van zichzelf. De bekendste voorbeelden zijn Nick DiPaolo, Todd Barry, Jim Norton, Rick Crom, Amir Blumenfeld, Eddie Brill, Hannibal Buress, Godfrey en Chris Rock. Ook Dane Cook en Bob Saget speelden fictieve versies van zichzelf. Komieken als Chelsea Peretti, Tom Noonan, Bobby Cannavale, Doug Stanhope, Yul Vazquez en Ricky Gervais speelden dan weer een compleet verzonnen personage. Verder zijn er ook gastrollen van Joan Rivers, Stephen Root, Matthew Broderick en Jerry Seinfeld.

## Productie
Louis C.K. sprak met verschillende televisienetwerken over de productie van een komische reeks. Hij koos uiteindelijk voor FX, dat hem $200.000 voor een pilot aanbod. Dat bedrag was veel lager dan hetgeen de andere zenders aanboden, maar enkel FX kon hem volledige controle over het project beloven. De serie werd gefilmd met een Red One-camera en achteraf door Louis C.K. zelf gemonteerd op een 13" MacBook Pro.
Ik ging [naar Hollywood] en heel wat andere zenders boden me veel geld aan voor het maken van een pilot. Dan kreeg ik een telefoontje van FX en zij zeiden: 'Wel, we kunnen je niet veel geld aanbieden, maar je kan wel veel plezier beleven.' Hij bood me $200.000 aan als budget voor de hele pilot en ik vroeg: 'Wat is mijn loon?' En hij zei: 'Nee, dat is alles, $200.000...' Ik zei: 'Kijk, de enige manier waarop ik dit wil doen, is als je me die $200.000 geeft - stuur het op naar New York - en ik geef je in ruil een programma. Ik doe het alleen en ik schrijf geen scenario dat ik eerst naar jullie moet verzenden.'— Louis C.K.
De opnames van de serie gingen in november 2009 van start. Louis C.K. vergeleek de reeks tijdens de opnames met cinema vérité.

## Prijzen

### Gewonnen

#### Emmy Award
2012
- Outstanding Writing in a Comedy Series - Louis C.K.

### Nominaties

#### Emmy Award
2011
- Outstanding Lead Actor in a Comedy Series - Louis C.K.
- Outstanding Writing for a Comedy Series - Louis C.K.

2012
- Outstanding Lead Actor in a Comedy Series - Louis C.K.
- Outstanding Directing in a Comedy Series - Louis C.K.